# Tartu Välk 494
Tartu Välk 494 je hokejový klub z Tartu, který hraje Estonskou hokejovou ligu. Klub byl založen v dubnu 1994. Klub zanikl v roce 2010, ale v roce 2011 byl znovu obnoven. Jejich domovským stadionem je Astri Arena s kapacitou 600 diváků.

## Historie
Tartu Välk 494 byl založen v dubnu 1994, a tým vyhrál svůj první šampionát Meistriliiga v roce 1997.  Od té doby tým vyhrál ligu 12krát, s posledním vítězstvím přichází v roce 2022. Kromě toho dvakrát vyhráli již neexistující Estonský pohár v letech 1997 a 1998.
Tartu Välk 494 hrál několikrát Kontinentální pohár IIHF, a v roce 2020 se Välk 494 účastnil úvodní Baltic Hockey League.

## Jméno klubu
Välk je estonské slovo pro blesk, zatímco 494 v názvu týmu odkazuje na měsíc a rok, kdy byl klub založen. Od svého založení až do roku 2007 byl tým znám jako Tartu Välk 494, než se přejmenoval na Tartu Kalev-Välk. Toto označení trvalo až do roku 2018, kdy se tým vrátil ke značce Välk 494.
- 1994 - 2007 Tartu Välk 494
- 2007 - 2017 Tartu Kalev-Välk
- 2018 -          Tartu Välk 494

## Vítězství
- Estonská liga ledního hokeje - 1997, 1999, 2000, 2002, 2003, 2008, 2011, 2012, 2015, 2019, 2021, 2021/2022
- Estonský pohár - 1997,1998